# Baronia d'Albalat i Segart

Corona de Baró.

La baronia de Albalat i Segart fou una antiga senyoria de l'abadia de Fontclara (Llenguadoc), passà als Blanes el 1434 i als Vila-rasa el 1526. El títol baronial fou concedit pel rei Felip III el dia 18 d'octubre de 1614 a Joan de Vila-rasa i Cabanyelles, noble valencià. Més tard passà als Saavedra, comtes de l'Alcúdia. Comprenia els actuals termes municipals d'Albalat dels Tarongers i de Segart.
Aquest títol va ser rehabilitat el 1924 pel rei Alfons XIII a favor d'Antoni de Pàdua de Saavedra i Fontes, X comte de l'Alcúdia i XIII comte de Xestalgar, fill d'Antoni de Saavedra i Rodríguez d'Avilés, IX comte de l'Alcúdia i XII comte de Xestalgar i de la seva esposa Maria de la Concepció Fontes i Sánchez-Terol.

## Barons d'Albalat i Segart
En l'actualitat el càrrec de baronessa d'Albalat i Segart l'ostenta Maria Assumpció de Saavedra i Bes des de l'any 2005.
Titulars del títol baronial
- Joan de Vila-rasa i Cabanyelles, I baró d'Albalat i Segart.
- Francesca de Vila-rasa i Zanoguera, II baronessa d'Albalat i Segart.
- Lluïsa Carrillo i Vila-rasa, III baronessa d'Albalat i Segart.
- Sebastià Saavedra Fajardo i Carrillo, IV baró d'Albalat i Segart.
- Pere de Saavedra i Barnuevo, V baró d'Albalat i Segart.
- Josep Joaquim de Saavedra i Squarzafigo, VI baró d'Albalat i Segart.
- Sebastià de Saavedra i Squarzafigo, VII baró d'Albalat i Segart.
- Miquel de Saavedra i Jofré, VIII baró d'Albalat i Segart.
- Antoni de Saavedra i Frígola, VIII baró d'Albalat i Segart.[4]

Rehabilitat en 1924 per Alfons XIII
- Antoni de Pàdua de Saavedra i Fontes (1882-1936), baró d'Albalat i Segart, X comte de l'Alcúdia, XIII, comte de Xestalgar.

1. Es va casar amb Maria de la Concepció Llanza i Bobadilla. El va succeir el seu fill:

- Antoni de Saavedra i de Llanza (1916), baró d'Albalat i Segart, XI comte de l'Alcúdia, XIV comte de Xestalgar.

1. Es va casar amb Maria de l'Assumpció Bes i Vidal de Llobatera. El va succeir la seva filla:

- Maria Assumpció de Saavedra i Bes, baronessa d'Albalat i Segart, XII comtessa de l'Alcúdia, XV comtessa de Xestalgar.